# Illa de Barra
Eilean Bharraigh o Barra en anglès, és la més catòlica i predominantment parlant de gaèlic de les illes de la regió de Western Isles a Escòcia. El cens del 2001 census donà una població resident d'1,172 habitants. El Clan MacNeil tenia forts lligams amb l'illa i estava fortament lligada als O'Neills d'Ulster que marxaren de Barra a Irlanda als voltants de l'any 1000.
Des de l'any 1991 es troba unida per una carretera elevada amb l'illa de Vatersay.